# Seiva
Nas plantas vasculares, a seiva é um constituinte líquido que permite o transporte de água, nutrientes, hormônios, oxigênio e gás carbônico pelo corpo da planta. É uma similaridade ao sangue dos animais, exceto por não captar resíduos até órgãos excretores, que nem todos os animais mobilizam oxigênio e gás carbônico pelo sangue (insetos - respiração traqueal) e que geralmente boa parte da água absorvida é usada na transpiração para se obter nutrientes do solo.
Em botânica, distinguem-se dois tipos de seiva:
- Seiva bruta, formada nas raízes, carrega água, sais minerais e hormônios (um deles é a citocinina) aos órgãos verdes da planta (caule e folhas) através das células do xilema, para ser utilizada na produção de substâncias orgânicas (açúcares, aminoácidos, etc) e regular o desenvolvimento de células.
- Seiva elaborada, produzida nos órgãos verde, carrega nutrientes elaborados e hormônios (um deles é a auxina) que é dispersa por todos os tecidos da planta através das células do floema. Um componente principal desta seiva é a glicose, um açúcar simples formado pela fotossíntese.